# Hemistylus
Hemistylus es un género botánico con 5 especies de plantas de flores perteneciente a la familia Urticaceae.

## Especies seleccionadas
- Hemistylus boehmerioides
- Hemistylus brasiliensis
- Hemistylus macrostachys
- Hemistylus odontophylla
- Hemistylus velutina